# Plăcinta americană 2
Plăcinta americană (în engleză American Pie 2) este un film de comedie din 2001, o continuare a filmului Plăcinta americană și al doilea film din seria de filme Plăcinta americană. El a fost regizat de J. B. Rogers, după un scenariu scris de Adam Herz și David H. Steinberg. Filmul reia povestea celor patru prieteni din primul film după ce aceștia se reunesc la sfârșitul primului an de colegiu. El a fost lansat în SUA la 10 august 2001 și a adus încasări de peste 145 de milioane $ în SUA și 142 de milioane $ în străinătate, comparativ cu un buget de producție de 30 de milioane $. El a fost urmat de o altă continuare, American Wedding.
Filmul spune povestea celor patru prieteni - Kevin, Jim, Chris ("Oz") și Paul ("Finch") - și a încercării lor de a organiza cea mai mare petrecere dintotdeauna. O mare parte a filmului are loc la casa de vară de pe plaja din Grant Harbor, Michigan, la sugestia fratelui mai mare al lui Kevin.

## Rezumat
Jim (Jason Biggs), Kevin (Thomas Ian Nicholas), Oz (Chris Klein) și Finch (Eddie Kaye Thomas) se întorc în orașul natal, East Great Falls (Michigan), în vacanța de vară de după primul an de colegiu. Ei participă la o petrecere găzduită de Stifler (Seann William Scott), clovnul obsedat de sex din colegiu, dar nu numai că noul lor statut de studenți la colegiu nu-i face să aibă succes în relația cu fetele locale, dar poliția le închide petrecerea. Kevin are, de asemenea, probleme atunci când o întâlnește pe Vicky (Tara Reid), după ce au stat departe unul de celălat timp de un an; Vicky vrea să fie prieteni și Kevin o vrea înapoi, dar se teme că o va pierde complet. Disperat, el îi cere un sfat fratelui său mai mare (Casey Affleck), iar acesta îi spune să se mute pe plajă și să organizeze o petrecere tare. Împreună, cei patru închiriază o casă pe plaja de la Grand Harbor (Michigan), unde intenționează să-și petreacă toată vara, dar Kevin este nevoit să-l invite și pe Stifler pentru a reuși să acopere cheltuielile.
După sosirea la Grand Harbor, Kevin le găsește de lucru ca zugravi la o casă din apropiere. Stifler este intrigat de cele două proprietare sexy (Denise Faye și Lisa Arturo), care par a fi lesbiene, și intră excitat în casa lor, în timp ce ele erau plecate. Jim și Finch intră și ei, încercând să-l scoată, dar cei trei sunt prinși de către fete, care renunță să cheme poliția. Dar, după ce Stifler se declară excitat de homosexualitatea lor, ele insistă că băieții să facă între ei ceea ce vor face și ele. Oz și Kevin se cațără pe scară și se uită pe geam, ascultând la aparatul walkie-talkie ce se petrece în cameră. Conversația este auzită accidental de multe alte persoane din cartier (o experiență asemănătoare cu cea de pe camera web din primul film). După asta, băieții plănuiesc să organizeze o petrecere uriașă la casa de pe plajă, mai mare decât orice au făcut înainte. Multe povești concurente sunt prezentate în același timp, până la momentul petrecerii. Nadia (Shannon Elizabeth), aventura lui Jim din ultimul an de liceu, călătorește în Statele Unite și acceptă să participe la petrecere de pe plajă. Jim cere ajutor și sfaturi sexuale de la tocilara din tabăra de muzică, Michelle Flaherty (Alyson Hannigan), partenerea sa de la balul din ultimul an, care este ocupată la tabăra fanfarei. În timp ce se afla la tabăra de muzică, liderul fanfarei îl confundă cu Petey, un cântăreț la trombon, și-l introduce pe scenă în fața unei mulțimi nerăbdătoare. El reușește să se facă de râs, precum și pe membrii trupei, în fața publicului întreg.
Mai târziu, noaptea, Jim decide să se uite la un film porno care fusese închiriat de Stifler, dar folosește din greșeală superglue în loc de lubrifiant pentru a se masturba, lipindu-și mâna de penis și de chiloți. Exasperat și speriat, el scoate caseta porno, dar sfârșește prin a lipi caseta de cealaltă mână. neputând să deschidă ușile, el urcă dintr-o fereastră și ajunge pe acoperiș, fiind văzut de către un vecin băgăcios și, ulterior, prins de ofițerii de poliție confuzi. El este sprijinit de la spital de tatăl său, Noah (Eugene Levy), și află vestea că nu va putea să facă sex cel puțin o săptămână, aceasta însemând că nu va putea să facă sex la petrecere. Cu toate acestea, spre groaza lui Jim, Nadia sosește mai repede, după ce s-a plictisit să viziteze obiectivele turistice. Penisul lui Jim este încă grav rănit, așa că el se preface a fi într-o relație cu Michelle pentru a justifica de ce nu vrea să facă sex cu Nadia. Jim și Michelle rup relația odată cel el este capabil să facă sex cu Nadia, dar Michelle este întristată de aceasta, deoarece ea se îndrăgostise de Jim. Între timp, Oz este singur, deoarece prietena lui, Heather (Mena Suvari), se afla în Spania. Ei încep să poarte conversații gen telefonul erotic pentru a combate o parte din frustrarea lor, dar convorbirile sunt întrerupte mai întâi de un tip care-l sună din greșeală pe Oz și apoi atunci când intervine Stifler și o amuză pe Heather, moment în care ei decid să închidă. Finch se implică în artă sexuală tantrică (ceva ce găsise în camera mamei lui Stifler mai devreme) și susține că prin sex tantric el poate "face un orgasm să dureze câteva zile". El o așteaptă cu răbdare pe mama lui Stifler (Jennifer Coolidge), care s-a culcat cu el în primul film, sperând că ea se va arăta și va fi dispusă să o facă din nou cu el. El crede că ea a sosit atunci când Stifler vorbește la telefon cu cineva, care se dovedește a fi fratele mai mic al lui Stifler, Matt (Eli Marienthal), vedeta filmelor ulterioare. El își petrece noaptea încercând să seducă câteva fete, dar nu se culcă cu niciuna dintre ele.
În cele din urmă, petrecerea începe la casa de pe plajă. Kevin o vede pe Vicky, dar află că ea venise cu un nou iubit și o părăsește plecând singur pe plajă. Oz, Finch, și Jim îl urmează, iar el le spune că nu a înșelat-o niciodată pe Vicky și că spera, la petrecere, să retrăiască noaptea din ultimul an de liceu când se culcase cu ea. Ceilalți îl ajută pe Kevin să-și dea seama că acea noapte nu va mai putea fi retrăită, iar cei patru se întors la petrecerea de la casa de pe plajă. Heather se întoarce spre bucuria lui Oz, iar Stifler încearcă să se culce cu cele două vecine frumoase, care se dovedesc până la urmă a nu fi lesbiane. Jim se plimbă pe plajă cu Nadia, care-l duce la un far de pe dig, dar Jim el refuză să facă sex cu ea, spunând că s-a îndrăgostit de Michelle. Nadia este dezamăgită de faptul că Jim a ales o tocilară, dar este fericită pentru el și îi permite să meargă și să o găsească pe Michelle, care cânta la tabăra de muzică. El susține un recital la trombon, așa cum o făcuse și înainte, dar cu mai multă încredere și agresivitate, și o cucerește romantic pe Michelle în fața întregii mulțimi.
Între timp, tocilarul Sherman (Chris Owen) ajunge la petrecere într-o stare de deprimare, după ce a renunțat la mantra "Sherminator" din primul film din cauza eșecului său în relația cu fetele. Prin întâmplare, el începe să vorbească cu Nadia, care este și ea deprimată după ce a fost respinsă de Jim, iar cei doi se îndrăgostesc aproape instantaneu. Nadia îl încurajează pe Sherman să devină iarăși Sherminator, ea afișând o dorință de a face sex cu un tocilar, și-l trage emoționată pe el într-un dormitor de la etaj, unde Sherman își pierde în sfârșit virginitatea, spre stupefacția lui Stifler. Apoi sunt arătate mai multe cupluri dormind împreună. Mai întâi Oz cu Heather, apoi Jim cu Michelle și în cele din urmă Stifler cu cele două fete în pat, unde el începe să plângă de bucurie. În dimineața de după petrecere, un Mercedes Coupe cu geamuri fumurii ajunge la casa de pe plajă. Finch se apropie și o vede pe mama lui Stifler (Jennifer Coolidge), care se întorsese în cele din urmă. Nu durează mult și Finch ajunge în mașină și cei doi merg pe malul lacului unde fac sex anal, apăsând accidental pe alarma de la mașină.

## Distribuție
- Jason Biggs - James "Jim" Levenstein
- Chris Klein - Chris "Oz" Ostreicher
- Thomas Ian Nicholas - Kevin Myers
- Eddie Kaye Thomas - Paul Finch
- Seann William Scott - Steve Stifler
- Shannon Elizabeth - Nadia
- Alyson Hannigan - Michelle Flaherty
- Natasha Lyonne - Jessica
- Tara Reid - Victoria "Vicky" Lathum
- Mena Suvari - Heather
- Eugene Levy - Noah Levenstein
- Molly Cheek - doamna Levenstein
- Chris Owen - Chuck "Sherminator" Sherman
- John Cho - John
- Justin Isfeld - Justin
- Denise Faye - Danielle
- Lisa Arturo - Amber
- Joelle Carter - Natalie
- Tsianina Joelson - Amy
- Bree Turner și Lacey Beeman - prietenele lui Amy
- Eli Marienthal - Matt Stifler
- Casey Affleck - Tom Myers
- George Wyner - directorul taberei
- Larry Drake și Lee Garlington - părinții Nataliei
- Nora Zehetner - fata de la petrecere
- Luke Edwards și Adam Brody - băieții de la liceu
- Neil Patrick Harris (necreditat) - băiatul de la petrecere
- Jennifer Coolidge (necreditat) - Jeanine Stifler
- Chris Penn (scene șterse) - domnul Stifler

## Premii și nominalizări

### Premii
- 2001 - Premiile Bogey: Premiul Bogey in Platinum
- 2002 - Premiile ASCAP Film and Television Music: premiul ASCAP pentru filmele de top de la Box Office
- 2002 - Premiile Canadian Comedy pentru cea mai comică interpretare masculină (Eugene Levy)
- 2002 - Premiile MTV Movie pentru cel mai bun sărut (Jason Biggs) & (Seann William Scott)
- 2002 - Premiile Teen Choice pentru cel mai bun film pe care părinții tăi nu vor să-l vadă (comedie) și cea mai bună interpretare (Seann William Scott)

### Nominalizări
- 2002 - Premiile MTV Movie pentru cea bună interpretare comică (Seann William Scott) și cea mai bună replică (Jason Biggs)
- 2002 - Premiile Teen Choice pentru cel mai bun actor (comedie) (Jason Biggs)

## Recepție
Plăcinta americană 2 a obținut recenzii amestecate; el are în prezent un rating de 52% pe situl critic de film Rotten Tomatoes, cu consensul că "Fiind o continuare, Plăcinta americană 2 nu păstrează prospețimea originalului și nici nu este la fel de amuzant."

## Coloană sonoră
| Nr. | Titlu                                                                    | Interpretat de  | Lungime |  |
| 1.  | „Everytime I Look For You”                                               | Blink-182       |         |  |
| 2.  | „Scumbag”                                                                | Green Day       |         |  |
| 3.  | „Bring You Down”                                                         | Left Front Tire |         |  |
| 4.  | „Vertigo”                                                                | American Hi-Fi  |         |  |
| 5.  | „Split This Room in Half”                                                | Uncle Kracker   |         |  |
| 6.  | „Be Like That (American Pie 2 Edit)”                                     | 3 Doors Down    |         |  |
| 7.  | „Good (For A Woman)”                                                     | Alien Ant Farm  |         |  |
| 8.  | „Always Getting over You”                                                | Angela Ammons   |         |  |
| 9.  | „Cheating”                                                               | Jettingham      |         |  |
| 10. | „Smokescreen”                                                            | Flying Blind    |         |  |
| 11. | „Phoebe Cates”                                                           | Fenix*TX        |         |  |
| 12. | „Susan”                                                                  | The Exit        |         |  |
| 13. | „Fat Lip”                                                                | Sum 41          |         |  |
| 14. | „I Will”                                                                 | Lucia Cifarelli |         |  |
| 15. | „Halo”                                                                   | Oleander        |         |  |
| 16. | „Here's One For You” (Uncredited; Included on some soundtrack versions.) | Witness         |         |  |

Următoarele melodii au fost incluse în film, dar nu au apărut pe coloana sonoră:
- Harvey Danger - "Flagpole Sitta"
- The Afghan Whigs - "Something Hot"
- Lit - "A Place in the Sun"
- The Lemonheads - "Mrs. Robinson" (compus inițial de Simon & Garfunkel)
- Oleander - "Bruise"
- Lit - "Last Time Again"
- Libra presents Taylor - "Anomaly (Calling Your Name)"
- American Hi-Fi - "Flavor of the Weak"
- Hoi Polloi - "On My Mind"
- Transmatic - "Blind Spot"
- John Philip Sousa - "Gladiator March"
- Hoagy Carmichael & Stuart Gorrell - "Georgia on My Mind"
- Ali Dee - "In and Out"
- Rafael Hernández Marin - "El Cumbanchero"
- Michelle Branch - "Everywhere"
- Weezer - "Hash Pipe"
- Julius Wechter - "Spanish Flea"
- Alien Ant Farm - "Smooth Criminal"
- Toilet Böys - "Another Day in the Life"
- The Offspring - "Want You Bad"
- Sum 41 - "In Too Deep"
- New Found Glory - "Hit or Miss"
- Larry Marciano - "The Way it Used to Be"
- Third Eye Blind - "Semi Charmed Life"
- Zed - "Renegade Fighter"
- Witness - "Here's One For You" (necreditat)